# Erithalis diffusa
Erithalis diffusa är en måreväxtart som beskrevs av Donovan Stewart Correll. Erithalis diffusa ingår i släktet Erithalis och familjen måreväxter.
Artens utbredningsområde är Bahamas. Inga underarter finns listade i Catalogue of Life.